# Veyrier
Veyrier är en ort och kommun i kantonen Genève, Schweiz. Kommunen har 11 917 invånare (2023). Veyrier är en förstad till staden Genève och ligger söder om staden, på södra stranden av floden Rhône, precis vid gränsen mot Frankrike.
Kommunen består av ortsdelarna Vessy och Veyrier. Den gränsar till kommunerna Troinex, Plan-les-Ouates, Carouge, Thônex, Chêne-Bougeries och Genève i Schweiz, och till departementet Haute-Savoie i Frankrike. Stadsbilden domineras av den 1 000 meter höga lodräta bergsidan på Mont Salève, strax över franska gränsen.